# Brunhuvad honungsfågel
Brunhuvad honungsfågel (Melithreptus brevirostris) är en fågel i familjen honungsfåglar inom ordningen tättingar.

## Utseende
Brunhuvad honungsfågel är en liten medlem av familjen med brun hjässa. Fjäderdräkten är huvudsakligen gråbrun, med olivgrön ovansida och ljusare undersida. På huvudet syns en gräddfärgad fläck runt ögat och likaså ett gräddfärgat band från ögat till huvudets baksida. Arten är lik ung vitnackad honungsfågel, som dock saknar bandet i nacken.

## Utbredning och systematik
Brunhuvad honungsfågel förekommer i Australien. Den delas in i fem underarter med följande utbredning:
- Melithreptus brevirostris brevirostris – förekommer i sydöstra Australien (nordöstra New South Wales till södra Victoria och sydostligaste South Australia)
- Melithreptus brevirostris wombeyi – förekommer i södra Victoria (Otway-halvön och Gippsland)
- Melithreptus brevirostris pallidiceps – förekommer från sydcentrala Queensland till nordvästra Victoria och sydöstra South Australia
- Melithreptus brevirostris magnirostris – förekommer på Kangaroo Island (South Australia)
- Melithreptus brevirostris leucogenys – förekommer från södra Western Australia till Eyrehalvön i South Australia

## Levnadssätt
Brunhuvad honungsfågel är en vanlig art i eukalyptussskogar. Där ses den födosöka i smågrupper, vanligen mycket ljudliga och aktiva.

## Status
Arten har ett stort utbredningsområde och beståndet anses vara stabilt. Internationella naturvårdsunionen IUCN listar den därför som livskraftig (LC).